# اودوو
اودوو (به انگلیسی: odoo) یک نرم‌افزار برنامه‌ریزی جامع منابع سازمانی منبع باز است که توسط odoo s.a تولید شده‌است.
شرکت Odoo S.A. واقع در بلژیک تولیدکنندهٔ نرم‌افزارهای odoo (همان OpenERP سابق) است. این شرکت اکنون ۲۵۰ کارمند و ۶ دفتر در کشورهای مختلف داشته و در ۱۱۰ کشور جهان از طریق شرکای بومی حضور فعال دارد. برخی از شرکای رسمی اودوو بعد از گسترده شدن تحریم‌های آمریکا تحت برندی در خارج از ایران به صورت موازی فعالیت خود را با این پلتفرم ادامه داده و خدمات مورد نظر متقاضیان را بومی سازی نموده‌اند.
Odoo مجموعه‌ای از ابزارهای متن باز تجاری است که با زبان برنامه‌نویسی پایتون و تحت مجوز AGPL انتشار یافته‌است. بیشتر از دو میلیون کاربر در سطح جهان دارد که برای مدیریت شرکت‌ها در اندازه‌های متفاوت استفاده می‌شود. از اجزای اصلی برنامه سرور است که هسته آن حدود ۲۶۰ ماژول که ماژول‌های رسمی نامیده می‌شوند را دارد و حدود ۴۰۰۰ ماژول عمومی دارد.
odoo سریع‌ترین رشد در بین نرم‌افزارهای سازمانی در جهان را داراست. odoo سبد کاملی از نرم‌افزارهای سازمانی جهت رفع تمام نیازهای شرکت‌ها را داراست؛ از وبسایت و تجارت الکترونیک تا تولید، انبارداری، حسابداری و CRM، که همه کاملاً یکپارچه هستند. این اولین بار در تاریخ است که یک نرم‌افزار به این سطح از پوشش دست یافته‌است.
بر طبق گفته سازنده جایگزینی برای SAP ERP و مایکروسافت دینامیک می‌باشد.

## زیر سیستم‌ها
اودوو شامل ماژول‌های زیر است:
- مدیریت فروش
- خرید
- مدیریت ارتباط با مشتری
- مدیریت پروژه
- انبارداری
- تولید
- حسابداری
- نقطه فروش
- دارایی ثابت
- منابع انسانی